# Le Velcrou
Le Velcrou est le nom du trio comique réunissant Norman Thavaud, Hugo Dessioux (connu sous le pseudonyme « Hugo tout seul ») et Marc Jarousseau (surnommé « Kemar »). À sa formation en 2008, le groupe commence à publier diverses vidéos comiques sur le site Dailymotion.

## Histoire
Hugo Dessioux et Norman Thavaud se rencontrent alors qu'ils sont scolarisés ensemble au lycée Saint-Sulpice, dans le 6e arrondissement de Paris. Par la suite, les deux garçons rencontrent Marc Jarousseau lors d'une soirée à la Sorbonne. Ils se lient d'amitié et décident de se lancer dans des vidéos comiques en mars 2008. Le Velcrou est né. Ils publient leurs vidéos sur Dailymotion et rencontrent Cyprien Iov nommé à l'époque Monsieur Dream,,, avec lequel ils feront des vidéos par la suite, notamment un court métrage scénarisé par Cyprien : Super Mega Noël. En mars 2009, ils sont embauchés par Digital Games[source secondaire souhaitée] pour jouer dans une mini web-série : Nouvelle série Geek. Cela permet à ces youtubers d'être rémunérés. Cependant, avec Le Velcrou, Hugo, Norman, et Marc connaissent peu de succès[source secondaire souhaitée] et préfèrent se séparer en octobre 2010. Ils débutent par la suite une série de vidéos solo et c'est en 2011 que leur notoriété apparaît alors.